# Sevdah
Sevdah, eller sevdalinka, är en musikgenre utvecklad i Bosnien som påminner om blues och jazz och som är bosniakernas nationalmusik. 

## Artister (urval)
- Beba Selimovic
- Hanka Paldum
- Himzo Polovina
- Saban Bajramovic
- Safet Isovic
- Silvana Armenulić
- Vida Pavlovic
- Zaim Imamovic
- Zehra Deovic
- Bianca Muratagic
- Amira Medunjanin